# Cuba en los Juegos Olímpicos de París 1924
Cuba estuvo representada en los Juegos Olímpicos de París 1924 por nueve deportistas masculinos que compitieron en dos deportes.
El portador de la bandera en la ceremonia de apertura fue el esgrimidor Ramón Fonst. El equipo olímpico cubano no obtuvo ninguna medalla en estos Juegos.